# Leucopis gussakovskii
Leucopis gussakovskii är en tvåvingeart som beskrevs av Tanasijtshuk 1965. Leucopis gussakovskii ingår i släktet Leucopis och familjen markflugor. Inga underarter finns listade i Catalogue of Life.